# 潘哈德装甲侦察车
潘哈德裝甲偵察車（法語：Panhard Engin Blindé de Reconnaissance），是一款由潘哈德為法軍設計的裝甲車，並在後來在全球範圍內使用。它曾參與過阿爾及利亞戰爭和在安哥拉，莫桑比克，幾內亞比紹爆發的葡萄牙殖民戰爭。

## 描述
潘哈德裝甲偵察車是一種成型于二戰前的輪式載具，然而實際上卻在二戰后才開始量產。該裝甲車于1951年由潘哈德設計， 擁有前後對稱的兩個駕駛員座位，最大速度為100千米/小時。其輪使用米其林製造的輪胎和皮卡德製造的軸（它們採用了一系列的填充氮氣的單元，以防止在中彈后變癟。），寬14英寸，直徑24英寸。該戰車一共有8個行走輪，其中四個為金屬輪（由鋁輪圈和鐵製抓地齒製成，在其兩者中間由橡膠隔開），並在道路上行駛的時候可以離地。如果8輪同時著地的話，對地壓強則為68600帕（g取9.8m/s2時）.
從1954年起，一共有1200輛該種裝甲車被生產。最初的潘哈德裝甲偵察車的配置為75mm火炮的搖擺炮塔及四挺7.5mm機槍。其中一挺為與火炮同軸的機槍，另外3挺分別由駕駛員，副駕駛和車長操作，並在後期生產的型號中減為了3挺。每一台會配置四名組員，並有其中兩名坐在炮塔中。 引擎是以潘哈德雙缸汽車發動機為原型設計的12缸200馬力風冷汽油機（採用了兩台汽化器和6.6：1的壓縮比，以便引擎能使用低辛烷值汽油工作）且通常安裝在戰鬥室下方。但因為這種設計，在維修發動機時，必須拆掉炮塔。
1954年的型號延長了75mm火炮的身管，使得初速度能達到1000米/秒。最終，1963的版本爲了提高火力，為其安裝了一門90mm火炮。

## 具體性能
由於法國從1935年開始就計劃生產一系列使用反坦克炮的輪式載具，導致了輕機械化師的變革。按照當時法國的戰術思想，需要一種快速而且擁有極高的偵查範圍的偵察車，主要是因為當時法軍的坦克普遍較慢。這種戰車還需要能便於調度，集結並且具有較高的安全性和隱蔽性。因此，法軍的偵查車輛就需要更強的武力。從戰前的安裝47mm反坦克炮的潘哈德 178到安裝配有自動裝彈機的105mm火炮（火力等同於80年代的主戰坦克）的四輪AMX 10裝甲車都是這樣。在潘哈德 AML和ERC 90的設計中，也能看到這樣的思想。這些偵察車的功能不僅僅限於偵查，還能在戰場上承擔保護的任務。甚至還能抵禦敵軍的裝甲入侵。

## 用戶

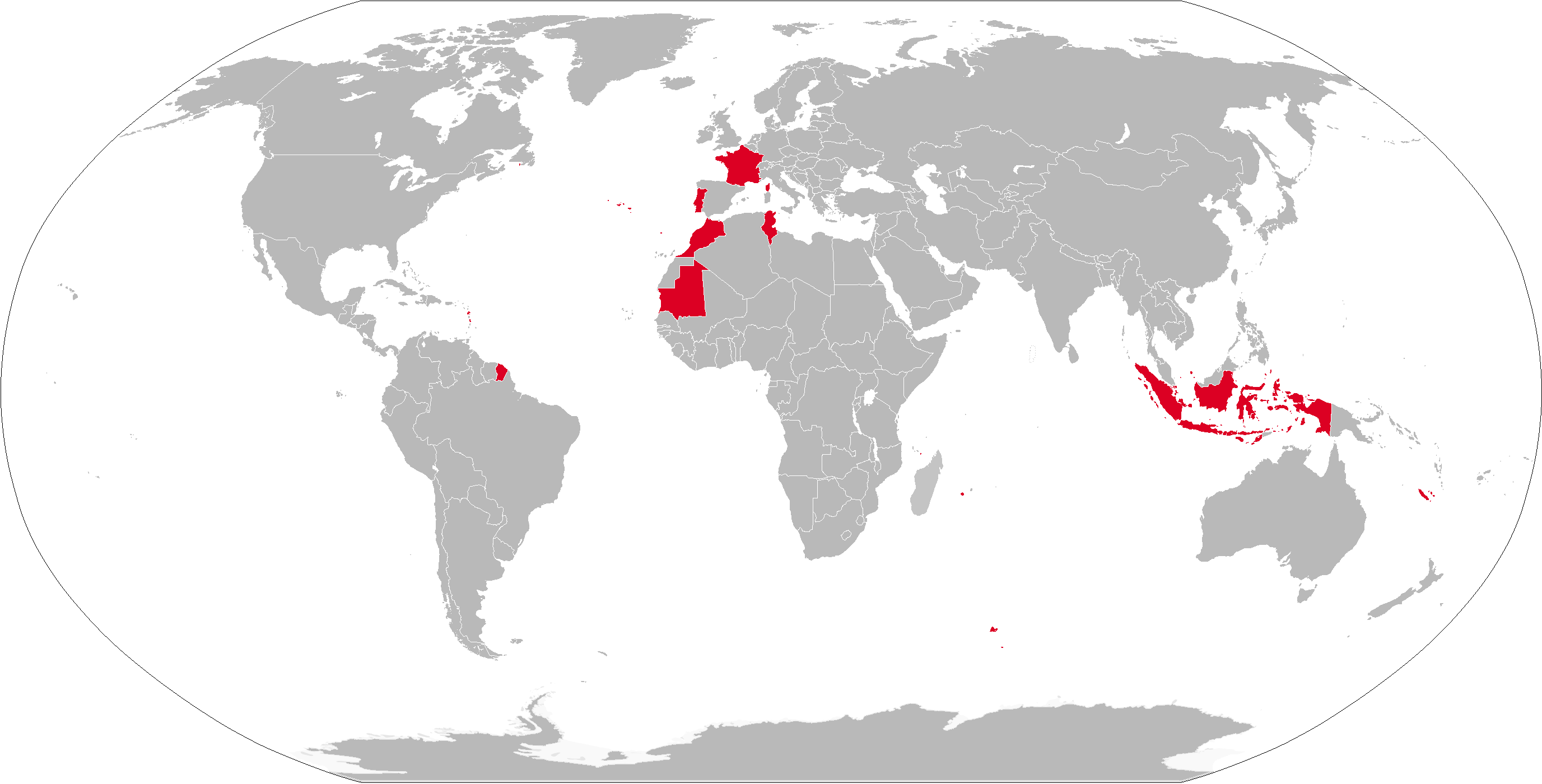
使用潘哈德装甲侦察车的國家

- 法國
- 毛里塔尼亚
- 摩洛哥
- 葡萄牙
- 突尼西亞

## 軼聞
一輛沒有炮塔的潘哈德裝甲車曾被用於夏爾·戴高樂的國葬中，用於運送其灵柩。

## 圖片

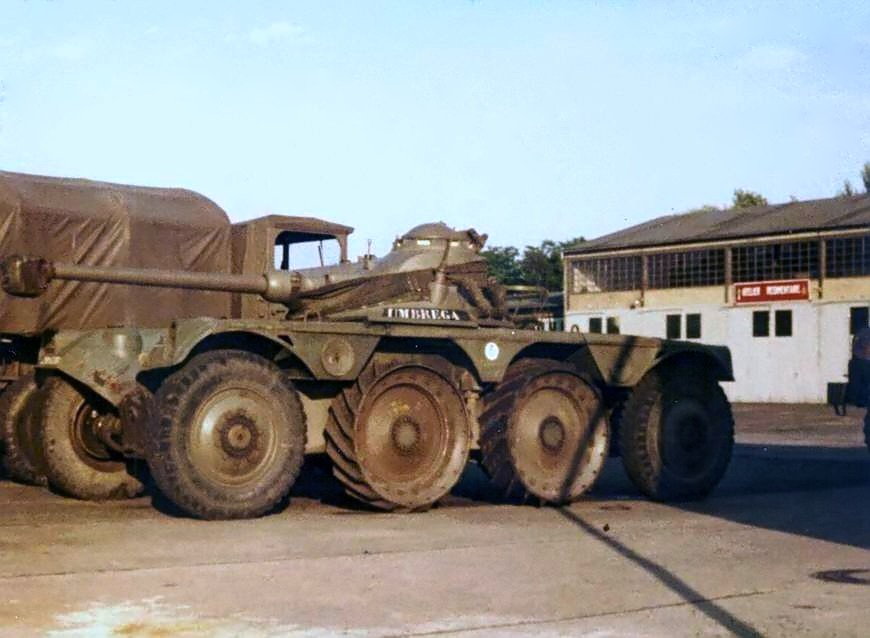
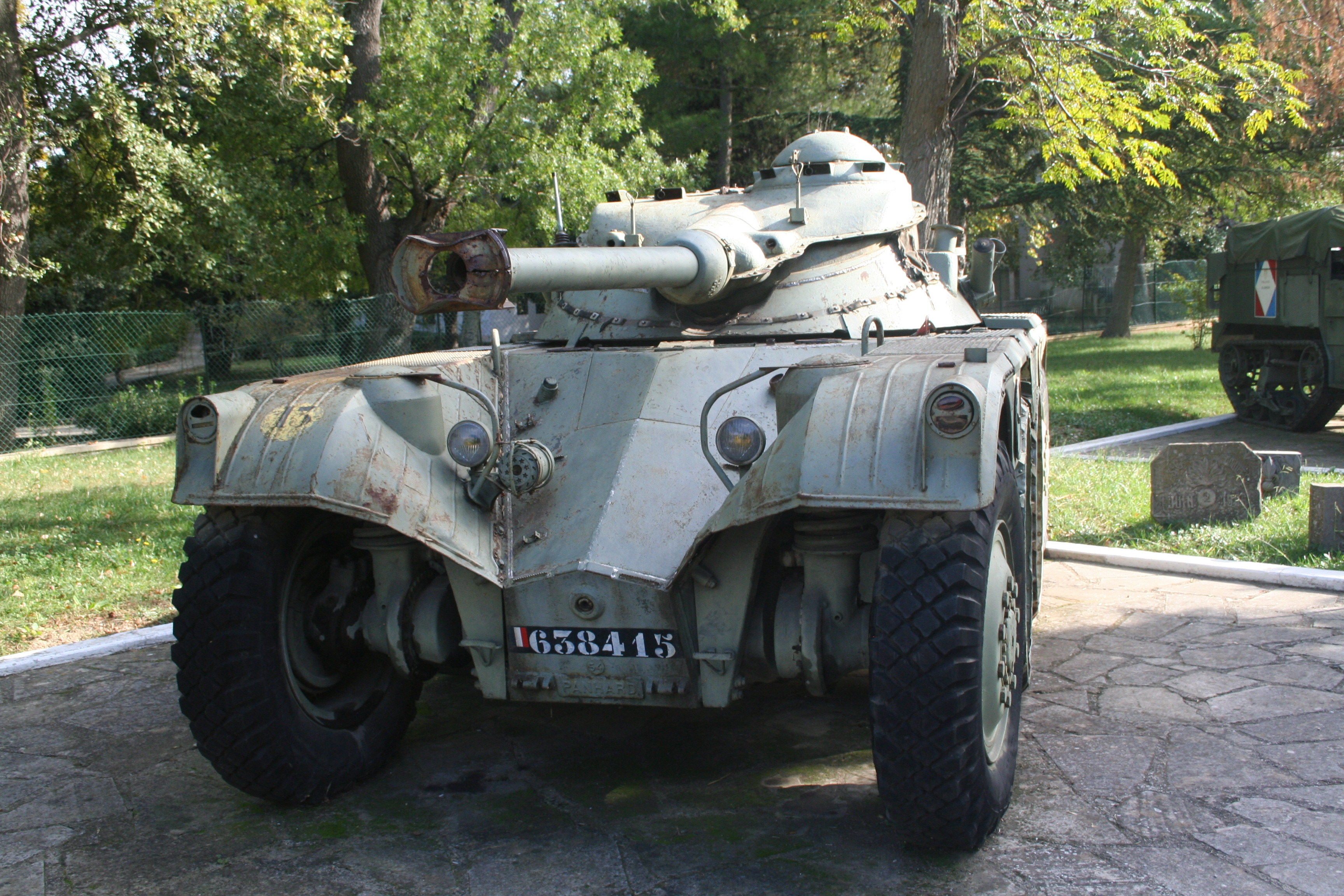
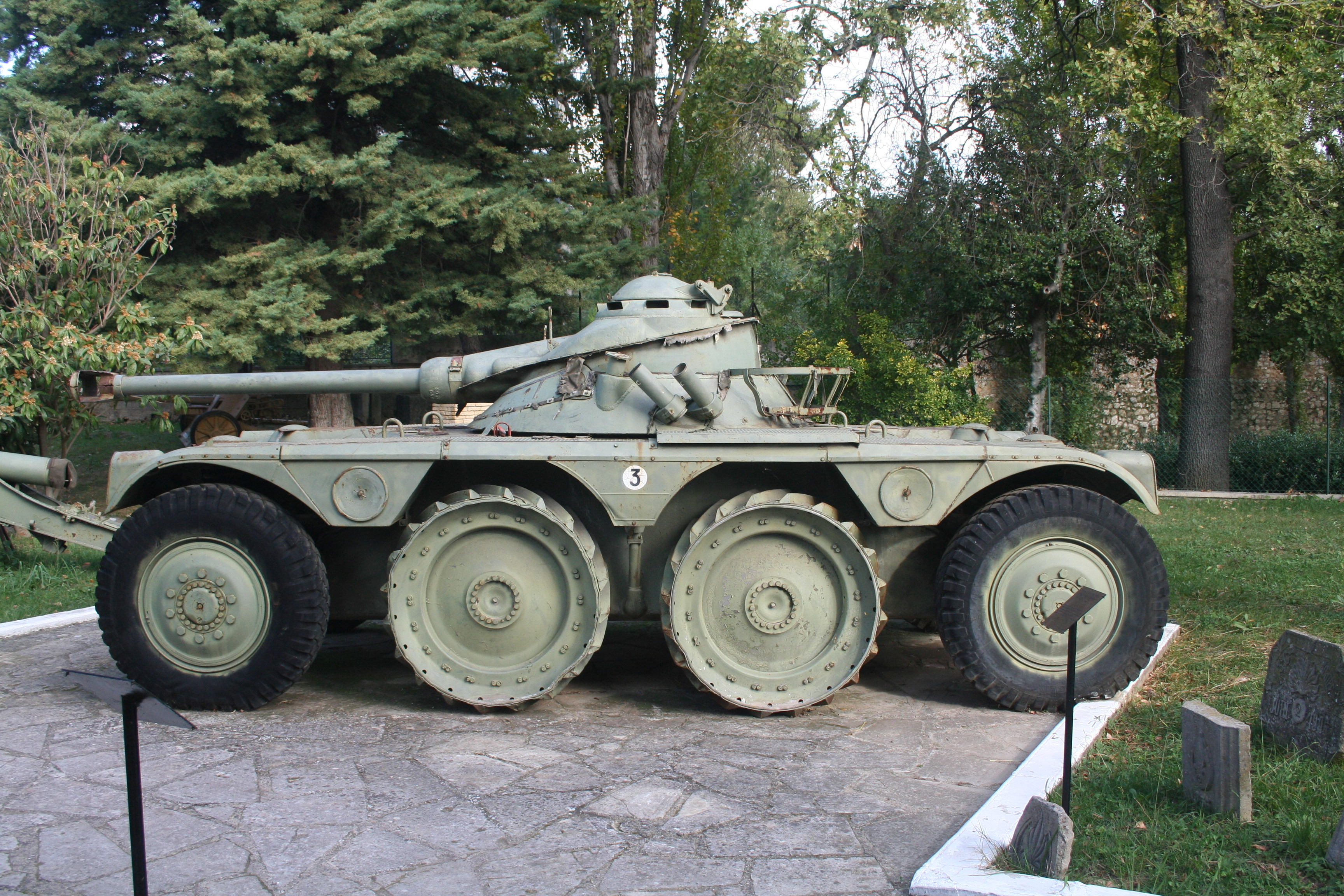

## 腳註/來源
1. 1 2 3 4 5  Ogorkiewicz.
2. ↑  Ogorkiewicz, R. M. AFV Weapons Profile 039 Panhard Armoured Cars (Windsor, Berks:  Profile Publications).
3. ↑  Ogorkiewicz.
4. ↑  .   [2013-12-14]. （原始内容存档于2016-03-05）.
5. ↑  .   [2013-12-14]. （原始内容存档于2016-03-04）.

## 外部連結
- Panhard EBR 75 (1951) （页面存档备份，存于）
- Gun Toting Car Goes 70 M.P.H. Forward or Back （页面存档备份，存于） July 1952 Popular Mechanics